# Elvasia macrostipularis
Elvasia macrostipularis är en tvåhjärtbladig växtart som beskrevs av C. Sastre och J.-p. Leseure. Elvasia macrostipularis ingår i släktet Elvasia och familjen Ochnaceae. Inga underarter finns listade i Catalogue of Life.